# Maximum The Hormone
Maximum The Hormone（日语：マキシマム ザ ホルモン，意指极限荷尔蒙）是一个来自日本东京八王子市的新金属，金属核乐队。有關队名的由来，原先說法是“想要做出能令人脑内分泌出最大级（maximum）的荷尔蒙（hormone）的音乐”後來又改為是“團員們都很喜歡吃內臟燒烤（Horumon），之後在前面加上自以為帥氣的形容詞（Maximum）”。

## 历史

### 组成时期
Maximum The Hormone最初是由ダイスケはん（Daisuke）和ナヲ（Nao）组成，并包括了Sugi和Key这两名旧成员。乐队与日本摇滚Sky record公司签约，并推出了他们的第一步专辑A.S.A. Crew。但Sugi和Key在1999年离开了乐队。
他们寻找新的乐队成员时，ナヲ找到了他的弟弟——マキシマムザ亮君曾在高中玩过吉他，并且唱的也不错。就这样，队里的两个男孩就担任起乐队主唱的任务：ダイスケはん主唱高音硬核和Rap部分，而マキシマムザ亮君则唱主旋律部分。同时，上ちゃん（贝斯手）也加入了乐队。乐队决定用片假名写歌词并且把乐队名字转换成片假名以表示主成员的更换，之后他们推出了第一部EP：鳳（Hō）

### 2001-2005
2002年，MTH离开了Sky Record，加盟Mimikajiru Records。他们推出了最新单曲：肉コップ（Niku Cup），并且伴随着专辑：耳噛じる（Mimikajiru）。
之后，MTH用比较传统的方法录歌，也就是一个2个单曲伴随专辑。他们之后一个专辑：糞盤（Kusoban）融合了更多重音乐和流行音乐，吸引了许多人的注意力。
在糞盤后，MTH和一个大公司——VAP签约，合同延续到现在。在制作了许多单曲之后，MTH推出了专辑ロッキンポ殺し（Rokkinpo Goroshi），并且开始在各地演奏，在摇滚节日里演出，还出了一部演唱会DVD：Debu Vs. Debu。
同时，“Rolling1000toon”被选作漫画“空霸”的片尾曲。

### 2006-2007
2006年，MTH的影响力已经扩展到流行音乐。“恋のメガラバ”，被排到了2006年夏季的Oricon排行榜上的第9名，專輯ざわ… ざわ…ざ‥ざわ……ざわ中的“What's Up, People?”和專輯恋のメガラバ中的“絶望ビリー”,被著名的动画“死亡笔记”选中片头曲和片尾曲。
过后，MTH推出专辑：ぶっ生き返す，此专辑被Oricon排行榜评到第五位，并登榜106次和日本金牌专辑。

### 2008-至今
新的演唱会DVD：Deco VS Deco在2008年开始时制作完成。单曲：“爪爪爪”便马上宣布推出，并且在oricon单曲周排行榜得到了第二名的好成绩，这也是MTH从来没有得到过的好成绩。
10月24日，ダイスケはん（Daisuke）因气管炎手术，MTH暂时消声灭迹。2009年5月5日，ダイスケはん痊愈。
ナヲ在08年末宣布结婚，在2009年11月6日宣布怀孕，並於2010年5月6日産出一女。

## 成员
- マキシマムザ亮君（本名:川北 亮）- 电吉他 唱旋律
- ダイスケはん（本名:津田 大輔) - 主唱
- ナヲ(本名:熊本 奈緒 舊姓:川北) - 鼓
- 上ちゃん(本名:上原 太) - 贝斯